# Synagoga w Bielsku-Białej (ul. Mickiewicza 26)
Synagoga w Bielsku-Białej – gminny dom modlitwy znajdujący się w Bielsku-Białej przy ulicy Adama Mickiewicza 26.
Synagoga została założona zaraz po zakończeniu II wojny światowej w ówczesnym budynku Kongregacji Wyznania Mojżeszowego, a następnie Gminy Wyznaniowej Żydowskiej w Bielsku-Białej. W latach 90. XX wieku została przeniesiona do nowego lokalu mieszczącego się w odzyskanej, przedwojennej siedzibie bielskiej gminy żydowskiej przy ulicy 3 Maja 7.